# Distretto di Vindza
Vindza, a volte anche Vinza, è un distretto della Repubblica del Congo, che fa parte del dipartimento di Pool. È composto dal centro abitato omonimo e dall'area rurale circostante.